# Триплатинапентаиттербий
Триплатинапентаиттербий — бинарное неорганическое соединение
платины и иттербия
с формулой Pt3Yb5,
кристаллы.

## Получение
- Сплавление стехиометрических количеств чистых веществ:

{\displaystyle {\mathsf {3\,Pt+5\,Yb\ {\xrightarrow {1245^{o}C}}\ Pt_{3}Yb_{5}}}}

## Физические свойства
Триплатинапентаиттербий образует кристаллы
гексагональной сингонии,
пространственная группа P 63/mcm,
параметры ячейки a = 0,8337 нм, c = 0,6251 нм, Z = 2,
структура типа трисилицида пентамарганца Mn5Si3
.
Соединение образуется по перитектической реакции при температуре ≈1245 °C .
При температуре 1200 °C в соединении происходит фазовый переход .